# Президент Буркіна-Фасо
Президент Буркіна-Фасо — голова держави Буркіна-Фасо.

## Республіка Верхня Вольта (1960—1984)
- Моріс Ямеого (5 серпня 1960 — 4 січня 1966)
- Сангуле Ламізана (4 січня 1966 — 25 листопада 1980)
- Сей Зербо (25 листопада 1980 — 7 листопада 1982) — голова Військового комітету відродження для національного прогресу
- Жан Батіст Уедраого (7 листопада 1982 — 4 серпня 1983) — голова Тимчасового комітету народного порятунку до 26 листопада 1982, потім — глава держави
- Томас Санкара (4 серпня 1983 — 4 серпня 1984)

## Республіка Буркіна-Фасо (з 1984)
| Номер                          | Ім'я                      | Портрет        | Початок повноважень | Закінчення повноважень                      | Примітки |
| ------------------------------ | ------------------------- | -------------- | ------------------- | ------------------------------------------- | --- |
| Проголошення незалежности 1960 |                           |                |                     |                                             | |
| 1                              | Томас Санкара             |                | 4 серпня 1984       | 15 жовтня 1987                              | Голова Національної революційної ради і голова держави                                                                          |
| —                              | Блез Компаоре             |                | 15 жовтня 1987      | 24 грудня 1994                              | Президент Народного фронту |
| 2                              | Блез Компаоре             | 24 грудня 1994 | 31 жовтня 2014      | Пішов у відставку в розпал політичної кризи | |
| —                              | Оноре Траоре              |                | 31 жовтня 2014      | 1 листопада 2014                            | Виконувач обов'язків |
| —                              | Ісаак Зіда                |                | 1 листопада 2014    | 17 листопада 2014                           | Виконувач обов'язків |
| —                              | Мішель Кафандо            |                | 17 листопада 2014   | 16 вересня 2015                             | Виконувач обов'язків |
| —                              | Жильбер Дьєндере          |                | 16 вересня 2015     | 23 вересня 2015                             | Виконувач обов'язків |
| —                              | Мішель Кафандо            |                | 23 вересня 2015     | 29 листопада 2015                           | Виконувач обов'язків |
| 3                              | Роч Марк Кристіан Каборе  |                | 29 листопада 2015   | 24 січня 2022                               | Обраний президент, скинутий унаслідок перевороту                                                                                |
| —                              | Поль-Анрі Сандаоґо Даміба |                | 24 січня 2022       | 30 вересня 2022                             | Голова Патріотичного руху за збереження та відновлення, військової хунти, яка очолила переворот у Буркіна-Фасо                  |
| —                              | Ібрагім Траоре            |                | 30 вересня 2022     | нині                                        | Голова Патріотичного руху за збереження та відновлення, військової хунти, яка прийшла до влади вересневого перевороту 2022 року |